# Harald Hagendahl
Karl Oscar Harald Hagendahl, född 31 augusti 1889 i Örebro församling, Örebro län, död 22 maj 1986 i Lerums församling , Älvsborgs län
, var en svensk lingvist.
Harald Hagendahl disputerade 1921 i latin vid Uppsala universitet. Han var som lektor i latin vid Jönköpings högre allmänna läroverk lärare till flera elever, som kom att utveckla ett starkt intresse för klassiska ämnen i sina yrkesliv, bland andra Rom-korrepondenten Agne Hamrin, författaren Alf Henrikson och professorn i klassiska språk Gerhard Bendz.
Han var professor i klassiska språk (latin) vid Göteborgs högskola 1938–56. Han forskade framför allt om kyrkofädernas förhållande till de klassiska författarna och om romersk historia.
Harald Hagendahl blev ledamot i Vitterhetsakademien 1944.
Han var gift med Tonny Verduin.